# Vysokaja (kulle)
Vysokaja är en kulle i Antarktis. Den ligger i Östantarktis. Australien gör anspråk på området. Toppen på Vysokaja är 133 meter över havet.
Terrängen runt Vysokaja är platt norrut, men söderut är den kuperad. Trakten är obefolkad. Det finns inga samhällen i närheten. 